# Bacarra
Bacarra est une municipalité de la province d’Ilocos Norte, aux Philippines. 

## Barangays
Bacarra est subdivisée en 43 barangays.
- Bani
- Buyon
- Cabaruan
- Cabulalaan
- Cabusligan
- Cadaratan
- Calioet-Libong
- Casilian
- Corocor
- Duripes
- Ganagan
- Libtong
- Macupit
- Nambaran
- Natba
- Paninaan
- Pasiocan
- Pasngal
- Pipias
- Pulangi
- Pungto
- San Agustin I (Poblacion (en))
- San Agustin II (Poblacion (en))
- San Andres I (Poblacion (en))
- San Andres II (Poblacion (en))
- San Gabriel I (Poblacion (en))
- San Gabriel II (Poblacion (en))
- San Pedro I (Poblacion (en))
- San Pedro II (Poblacion (en))
- San Roque I (Poblacion (en))
- San Roque II (Poblacion (en))
- San Simon I Brgy# 4 (Poblacion (en))
- San Simon II (Poblacion (en))
- San Vicente (Poblacion (en))
- Sangil
- Santa Filomena I (Poblacion (en))
- Santa Filomena II (Poblacion (en))
- Santa Rita (Poblacion (en))
- Santo Cristo I (Poblacion (en))
- Santo Cristo II (Poblacion (en))
- Tambidao
- Teppang
- Tubburan